# Satyrus athene
Satyrus athene är en fjärilsart som beskrevs av Moritz Balthasar Borkhausen 1788. Satyrus athene ingår i släktet Satyrus och familjen praktfjärilar. Inga underarter finns listade.